# Jost Wiedmann
Jost Wiedmann (* 31. März 1931 in Breslau; † 2. Dezember 1993 in Tübingen) war ein deutscher Paläontologe.

## Leben
Vater Alfred Wiedmann war Stadtbaumeister in Breslau. Jost W. besuchte dort ab 1941 das Maria-Magdalenen-Gymnasium. Ein Klassenkamerad war Walter Odersky, 1988 bis 1996 Präsident des Bundesgerichtshofes. Die Familie Wiedmann floh bei Kriegsende 1945 nach Berlin. Von 1950 bis 1955 studierte Wiedmann zunächst in Berlin, dann an der Universität Tübingen. Er promovierte dort 1960 bei Otto Heinrich Schindewolf, habilitierte sich 1965 und wurde 1979 zum Professor ernannt. In seiner akademischen Laufbahn trug er wesentlich zu dem 1984 beendeten Sonderforschungsbereich Paläoökologie bei. Wegen der besseren Arbeitsbedingungen in Tübingen lehnte er 1984 den Ruf auf einen Lehrstuhl an der Universität Hamburg ab. Jost Wiedmann verstarb nach langer Krankheit im 63. Lebensjahr.

## Leistungen
Das Wiedmannsche „Kreideseminar“ war über viele Jahre eine feste Einrichtung am Tübinger Institut für Geologie und Paläontologie. Als Nachfolger von Schindewolf wurde Wiedmann zu einem der führenden Systematiker der Kreideammoniten, die er weltweit (zuletzt auch in Nepal) mit Schwerpunkten im westlichen Mittelmeerraum und in Nordspanien untersuchte. Mit seiner im Institut für Geologie und Paläontologie aufgebauten Arbeitsgruppe hatte er eine Art „verschworener Gemeinschaft“ gebildet. Mehrere seiner ehemaligen Doktoranden arbeiten – im In- und Ausland – erfolgreich in der wissenschaftlichen Forschung. Zwei seiner „Schüler“ erhielten 1993/94 den Ruf auf eine Professur.
In rund 150 Beiträgen in wissenschaftlichen Zeitschriften und in Themenbänden hat Wiedemann seine Forschungsergebnisse mitgeteilt. Er pflegte auch intensiven Kontakt mit Instituten im In- und Ausland und beteiligte sich an internationalen Großprojekten. Jost Wiedmann war Mitglied der Deutschen Stratigraphischen Kommission (DSK), der Geologischen Vereinigung (GV), der Palaeontographic Society, der Palaeontological Association (PalAss), der Société Géologique de France (SGF), der Palaeontologischen Gesellschaft und der Palaeontological Society of Japan.
Ganz besonders hat er sich um Kontakte mit Kollegen aus Osteuropa einschließlich Russland verdient gemacht. Im Jahre 1990 wurde ihm der „Ministerpreis“ des polnischen Erziehungsministeriums verliehen.
Im März 1996 wurde zu Ehren von Jost Wiedmanns 65. Geburtstag vom Institut für Geologie und Paläontologie der Universität Tübingen ein dreitägiges internationales Symposium abgehalten. Es referierten Wissenschaftler aus Deutschland, Schweden, der Schweiz und den USA zu Wiedmanns Spezialgebiet, den „Ammoniten der Kreide“ (Kreidezeit vor 130 bis 60 Mio. Jahren). Schwerpunkt des von der Deutschen Forschungsgemeinschaft geförderten Symposiums war die Entwicklungsgeschichte dieser ausgestorbenen Kopffüßer unter Berücksichtigung geologischer und klimatischer Umweltbedingungen.

## Veröffentlichungen
- Literatur von und über Jost Wiedmann im Katalog der Deutschen Nationalbibliothek
- Ammoniten der vascogotischen Kreide (Nordspanien), Tübingen 1961
- Unterkreide-Ammoniten von Mallorca, 1962
- Biostratigraphische Untersuchungen in der nordspanischen Oberkreide, Tübingen 1965
- (Hrsg.), Aspekte der Kreide Europas, Stuttgart 1979
- (Hrsg.), Subsidenz-Entwicklung im kantabrischen Variszikum und an passiven Kontinentalrändern der Kreide, Stuttgart 1982

| Personendaten    | Personendaten          |
| ---------------- | ---------------------- |
| NAME             | Wiedmann, Jost         |
| KURZBESCHREIBUNG | deutscher Paläontologe |
| GEBURTSDATUM     | 31. März 1931          |
| GEBURTSORT       | Breslau                |
| STERBEDATUM      | 2. Dezember 1993       |
| STERBEORT        | Tübingen               |